# Olympische Sommerspiele 1988/Teilnehmer (Amerikanisch-Samoa)
| Gelbes Symbol für Goldmedaillen mit stilisierten Olympischen Ringen | Graues Symbol für Silbermedaillen mit stilisierten Olympischen Ringen | Braundes Symbol für Bronzemedaillen mit stilisierten Olympischen Ringen |
| ------------------------------------------------------------------- | --------------------------------------------------------------------- | ----------------------------------------------------------------------- |
| —                                                                   | —                                                                     | —                                                                       |

Amerikanisch-Samoa nahm an den Olympischen Sommerspielen 1988 in Seoul, Südkorea, mit einer Delegation von sechs Sportlern (allesamt Männer) teil.

## Teilnehmer nach Sportarten

### Boxen
- Maselino Masoe
Weltergewicht: 9. Platz

- Mika Masoe
Halbschwergewicht: 9. Platz

### Gewichtheben
- Lopesi Faagu
Halbschwergewicht: 18. Platz

- Tauama Timoti
II. Schwergewicht: 16. Platz

### Leichtathletik
- Gary Fanelli
Marathon: 51. Platz

### Ringen
- Alesana Sione
Schwergewicht, Freistil: in der 2. Runde ausgeschieden